# Amarilis Savón
Amarilis Savón Carmenate (Santiago di Cuba, 13 maggio 1974) è un'ex judoka cubana. Ha partecipato a quattro Giochi olimpici, riuscendo a vincere tre medaglie di bronzo in tre diverse edizioni.
Vive in Florida, negli Stati Uniti, dove è allenatrice ed istruttrice.

## Carriera olimpica
L'esordio olimpico di Savón avvenne ai Giochi olimpici di Barcellona 1992 dove vinse la medaglia di bonzo nella categoria dei pesi superleggeri. Quattro anni dopo, vinse un altro bronzo nella stessa categoria ad Atlanta. A Sydney 2000 non ottenne nessuna medaglia a causa della sconfitta nel ripescaggio contro la belga Ann Simons. Nella sua ultima Olimpiade, ad Atene 2004, vince ancora una volta il bronzo nella categoria fino a 52 kg.

## Palmarès
Olimpiadi
- 3 medaglie:
  - 3 bronzi (48 kg a Barcellona 1992, 48 kg a Atlanta 1996, 52 kg a Atene 2004)

Mondiali
- 4 medaglie:
  - 1 oro (52 kg a Osaka 2003)
  - 2 argenti (48 kg a Parigi 1997; 48 kg a Birmingham 1999)
  - 1 bronzo (48 kg a Chiba 1995)

Giochi panamericani
- 3 medaglie:
  - 3 ori (48 kg a Mar del Plata 1995, 48 kg a Winnipeg 1999, 52 kg a Santo Domingo 2003)